# Markus Löffelmann
Markus Löffelmann (* 1973 in Singen) ist ein deutscher Rechtswissenschaftler und Professor für Sicherheitsrecht an der Hochschule des Bundes für öffentliche Verwaltung in Berlin.

## Leben und Wirken
Löffelmann studierte nach dem Abitur 1992 Rechtswissenschaften und Philosophie an der Universität Regensburg. 1996 erwarb er das Erste, 1999 das Zweite Juristische Staatsexamen, 1998 wurde er mit einer rechtsphilosophischen Arbeit promoviert. 
Im Jahr 2000 trat Löffelmann als Staatsanwalt bei der Staatsanwaltschaft Ingolstadt in den Bayerischen Justizdienst ein. Es folgten Abordnungen als Referent an das Bundesministerium der Justiz und das Bundesverfassungsgericht als wissenschaftlicher Mitarbeiter des damaligen Vizepräsidenten Winfried Hassemer. Von 2008 bis 2010 leitete Löffelmann für die Deutsche Gesellschaft für Internationale Zusammenarbeit im Auftrag des Bundesministeriums für wirtschaftliche Zusammenarbeit und Entwicklung das deutsche Unterstützungsprojekt zum Aufbau des neu gegründeten Afrikanischen Gerichtshofs für Menschenrechte und die Rechte der Völker (African Court on Human and Peoples' Rights)  in Arusha (Tansania).
Nach seiner Rückkehr wurde er zum Richter ernannt und war von 2011 bis 2019 vorwiegend in einer Großen Kammer für Strafsachen des Landgerichts München I tätig. Anschließend war er Richter am Oberlandesgericht München und war bis September 2020 Mitglied eines Staatsschutzsenats und eines Beschwerdesenats des Oberlandesgerichts München.
Seit 2020 ist Löffelmann Professor für nationales und internationales Sicherheitsrecht an der Hochschule des Bundes für öffentliche Verwaltung in Berlin.
Zudem war Löffelmann von 2018 bis 2020 in Bayern stellvertretender Landesvorsitzender der Arbeitsgemeinschaft sozialdemokratischer Juristinnen und Juristen. Einer breiteren Öffentlichkeit wurde er durch sein Engagement gegen die Verschärfung der Bayerischen Sicherheitsgesetzgebung in dieser Zeit bekannt. Er war vielfach in Gesetzgebungsverfahren auf Bundes- und Landesebene zum Recht der Inneren Sicherheit als parlamentarischer Sachverständiger tätig.
Löffelmann ist Mitglied der Deutschen Sektion der Internationalen Juristenkommission und Mitherausgeber der Fachzeitschrift Juristische Rundschau.

## Arbeitsschwerpunkte
Die Arbeitsschwerpunkte von Löffelmann liegen auf den Gebieten des Strafverfahrensrechts, Nachrichtendienstrechts und Polizeirechts, insbesondere in deren Bezügen zum Staats- und Verfassungsrecht.

## Publikationen (Auswahl)
- Das Gesetz des Unbewußten. Eine rechtsanthropologische und philosophische Auseinandersetzung mit der analytischen Psychologie von Carl Gustav Jung. Zugl. Dissertation Univ. Regensburg 1998, Duncker & Humblot, Berlin 1999, ISBN 3-428-09740-8.
- mit Wilhelm Krekeler, Ulrich Sommer (Hrsg.): Anwaltskommentar StPO. Deutscher Anwalt Verlag, Bonn 2007; 2. Auflage 2009, ISBN 978-3-8240-1031-8.

- Die normativen Grenzen der Wahrheitsforschung im Strafverfahren. Ideen zu einer Kritik der Funktionsfähigkeit der Strafrechtspflege. De Gruyter, Berlin/New York 2008, ISBN 978-3-89949-512-6, doi:10.1515/9783899495843
- mit Matthias Jahn, Christoph Krehl, Georg Güntge: Die Verfassungsbeschwerde in Strafsachen. In: Praxis der Strafverteidigung, Bd. 35. C.F. Müller, Heidelberg 2011; 2. Auflage 2017, ISBN 978-3-8114-3975-7.
- Heimliche Bild- und Tonaufzeichnungen, Überwachung des Brief-, Post- und Fernmeldeverkehrs; Sonstige Telekommunikationsüberwachung. In: Jan-Hendrik Dietrich, Sven-R. Eiffler (Hrsg.): Handbuch des Rechts der Nachrichtendienste. Boorberg, Stuttgart 2017, ISBN 978-3-415-05921-4, S. 1093–1343.
- Überwachungsgesamtrechnung und Verhältnismäßigkeitsgrundsatz. Duncker & Humblot, Berlin 2022, ISBN 978-3-428-18620-4.
- Art. 94 bis 99 (IX. Abschnitt Richtervorbehalte; gerichtliches Verfahren). In: Markus Möstl, Thomas Schwabenbauer (Hrsg.): Polizei- und Sicherheitsrecht Bayern. Kommentar. Beck, München 2022, ISBN 978-3-406-74758-8, S. 963–1011.
- mit Mark A. Zöller: Nachrichtendienstrecht. Nomos Verlag, Baden-Baden 2022; 2. Auflage 2024, ISBN 978-3-7560-1502-3.